# Квитневое (Малинский район)
Квитневое (укр. Квітневе) — село на Украине, основано в 1921 году, находится в Малинском районе Житомирской области.
Код КОАТУУ — 1823482803. Население по переписи 2001 года составляет 168 человек. Почтовый индекс — 11640. Телефонный код — 4133. Занимает площадь 1,093 км².

## Адрес местного совета
11640, Житомирская область, Малинский р-н, с. Головки